# Amberboa amberboi
Amberboa amberboi là một loài thực vật có hoa trong họ Cúc. Loài này được (L.) Tzvelev mô tả khoa học đầu tiên năm 1963.